# Everlast (musiker)
 For alternative betydninger, se Everlast. (Se også artikler, som begynder med Everlast)
Everlast (født Erik Schrody 18. august 1969 i Valley Stream, New York) er en populær musiker kendt for sin stil, der befinder sig mellem rock, hiphop og country. Tidligere var han frontfigur i rap-gruppen House of Pain. I 2000 vandt han en grammy (sammen med Santana) for sangen "put your lights on". Af andre kendte numre kan nævnes "What it’s like", "Ends", "Black Jesus" og "White Trash Beautiful".
Everlasts første soloalbum "Forever Everlasting" floppede både blandt anmeldere og kommercielt. Hans andet album "Whitey Ford sings the blues" som udkom 8 år efter, var en stor succes, specielt i USA. Hans tredje album "Eat at Whitey's" var endnu et kritikerrost album, men solgte knap så godt. Hans fjerde album "White trash beautiful" udkom i 2004.
Mellem første og andet album blev Everlast ramt af et alvorligt hjertetilfælde, hvilket stadig påvirker hans tekster.
Han er konverteret til islam. 

## Diskografi

### Forever Everlasting
Udkom i 1990

### Whitey Ford sings the blues
Udkom 1998 og indeholder følgende numre:
- The white boy is back
- Money (dollar bill)
- Ends
- What it's like
- Get down
- Sen dog
- Tired
- Hot to death
- Painkillers
- Price Paul
- Today (watch me shine)
- Guru
- Death comes calling
- Funky beat
- The letter
- 7 years
- Next man

### Eat at Whitey's
Udkom 2000 og indeholder følgende numre:
- Whitey
- Black Jesus
- I can't move
- Black coffee
- Babylon feeling (featuring Carlos Santana)
- Deadly assassins (featuring B-Real)
- Children's story (featuring Rahzel)
- Love for real (featuring N'dea Davenport)
- One and the same
- We're all gonna die (featuring Cee-Lo)
- Mercy on my soul (featuring Warren Haynes)
- One, two (featuring Kurupt)
- Graves to dig
- Put your lights on (featuring Carlos Santana)

### White Trash Beautiful
Udkom 2004 og indeholder følgende numre:
- Blinded by the sun
- Broken
- White trash beautiful
- Sleepin alone
- The Warning
- Angel
- This kind of lonely
- Soul music
- God wanna
- Lonely road
- Sad girl
- Ticking away
- Pain
- Pieces of drama
- Maybe